# 高善祥
高善祥，字紫川，山西沁县人，清朝政治人物。同進士出身。
雍正八年（1730年）庚戌科进士，任山西太原府儒学教授。